# San Juan Comalapa
San Juan Comalapa («San Juan»: en honor a su santo patrono Juan el Bautista; «Comalapa»: del náhuatl, significa «río de comales») es un municipio del departamento de Chimaltenango, en la República de Guatemala. De acuerdo al censo de población de 2018, tenía en ese momento 55.508 habitantes.
Tras la conquista de Guatemala fue una encomienda, pero luego pasó a ser cabeza de curato de una doctrina de la Provincia del Santísimo Nombre de Jesús de los frailes franciscanos; esta doctrina estuvo vigente hasta que las órdenes monásticas tuvieron que entregar sus provincias al clero secular en 1754.
Después de la independencia de Centroamérica en 1821, Comalapa fue sede del Circuito del mismo nombre en el Distrito N.°8 (Sacatepéquez), para la administración de justicia por medio del juicio de jurados.
En 1839 pasó a formar parte del departamento de Chimaltenango. Posiblemente el municipio fue creado originalmente en la década de 1870, pero fue disuelto en 1886, y restituido nuevamente en 1895.  En 1976 fue casi completamente destruida por el terremoto del 4 de febrero y posteriormente fue escenario de fuertes enfrentamientos entre el ejército y la guerrilla durante la Guerra Civil de Guatemala.
Entre sus ciudadanos ilustres se encuentra el maestro compositor Rafael Álvarez Ovalle, autor del Himno Nacional de Guatemala.

## Toponimia
El poblado originario era conocido como «Chixot», parte del señorío cakchiquel. Cuando arribaron los conquistadores españoles, los nativos de este lugar fueron sus aliados en un principio, pero se rebelaron a raíz de malos tratos recibidos y los tributos impuestos. Los sublevados se fortificaron en Iximché y luego en «Ruy‘al Xot» (español: «río de los comales»), y los tlaxcaltecas y cholultecas que habían arribado con los españoles llamaron a este lugar «Comalapa» en náhuatl. En 1529 la aldea fue trasladada y encomendada a Juan Pérez Aragón.

## Geografía física
El municipio de San Juan Comalapa está ubicado en un pequeño valle rodeado de colinas, poblados de especies forestales; los terrenos planos se dedican a cultivos agrícolas de diversa índole. El municipio cubre un área de 76 km² y tiene una altitud de 2.150 m s. n. m.
El municipio de San Juan Comalapa está integrado por 1 pueblo, que es la cabecera. Por las aldeas: Patzaj, Paquixic, Simajuleu, Cojoljuyú, Panabajal, Xiquín Sanai, Xenimaquín y los caseríos: San José Las Minas, Panimacorral, Pachitur, Mixcolabaj, Pavit, Pichiquiej, Paxán, Payá Chirijuyu Agua Caliente, Palinamacac, Quisayá, Palimá, Chubixac, Parraxi quín, Xenimaquín, Panucuy, Sarimá, Xenimajuyú, Paraxaj , Pamumús, Patziac, Papumay (Guatepymes, s.f.).
En su territorio se encuentran 8 cerros, 24 ríos, 11 riachuelos, 1 arroyo y 11 quebradas. Tiene una altura de: 2,115 metros sobre el nivel del mar

### Clima
La cabecera municipal de San Juan Comalapa tiene clima templado (Köppen: Csb).
| Parámetros climáticos promedio de San Juan Comalapa | Parámetros climáticos promedio de San Juan Comalapa | Parámetros climáticos promedio de San Juan Comalapa | Parámetros climáticos promedio de San Juan Comalapa | Parámetros climáticos promedio de San Juan Comalapa | Parámetros climáticos promedio de San Juan Comalapa | Parámetros climáticos promedio de San Juan Comalapa | Parámetros climáticos promedio de San Juan Comalapa | Parámetros climáticos promedio de San Juan Comalapa | Parámetros climáticos promedio de San Juan Comalapa | Parámetros climáticos promedio de San Juan Comalapa | Parámetros climáticos promedio de San Juan Comalapa | Parámetros climáticos promedio de San Juan Comalapa | Parámetros climáticos promedio de San Juan Comalapa |
| Mes                                                 | Ene.                                                | Feb.                                                | Mar.                                                | Abr.                                                | May.                                                | Jun.                                                | Jul.                                                | Ago.                                                | Sep.                                                | Oct.                                                | Nov.                                                | Dic.                                                | Anual                                               |
| --------------------------------------------------- | --------------------------------------------------- | --------------------------------------------------- | --------------------------------------------------- | --------------------------------------------------- | --------------------------------------------------- | --------------------------------------------------- | --------------------------------------------------- | --------------------------------------------------- | --------------------------------------------------- | --------------------------------------------------- | --------------------------------------------------- | --------------------------------------------------- | --------------------------------------------------- |
| Temp. máx. media (°C)                               | 19.7                                                | 20.8                                                | 22.2                                                | 23.0                                                | 22.4                                                | 20.7                                                | 20.9                                                | 21.4                                                | 20.7                                                | 20.2                                                | 19.9                                                | 19.58                                               | 21                                                  |
| Temp. media (°C)                                    | 14.0                                                | 14.7                                                | 16.0                                                | 17.2                                                | 17.5                                                | 16.7                                                | 16.6                                                | 16.6                                                | 16.3                                                | 15.9                                                | 14.8                                                | 14.3                                                | 15.9                                                |
| Temp. mín. media (°C)                               | 8.4                                                 | 8.6                                                 | 9.8                                                 | 11.4                                                | 12.6                                                | 12.8                                                | 12.3                                                | 11.9                                                | 11.9                                                | 11.6                                                | 9.8                                                 | 8.8                                                 | 10.8                                                |
| Precipitación total (mm)                            | 4                                                   | 6                                                   | 8                                                   | 37                                                  | 115                                                 | 296                                                 | 222                                                 | 228                                                 | 271                                                 | 147                                                 | 46                                                  | 9                                                   | 1389                                                |
| Fuente: Climate-Data.org                            |                                                     |                                                     |                                                     |                                                     |                                                     |                                                     |                                                     |                                                     |                                                     |                                                     |                                                     |                                                     |                                                     |

### Ubicación geográfica
San Juan Comapala está rodeado de municipios del departamento de Chimaltenango:
- Norte: San José Poaquil
- Noroeste: Santa Apolonia
- Oeste: Tecpán
- Suroeste: Santa Cruz Balanyá
- Sur: Zaragoza
- Este: San Martín Jilotepeque[7]

| Noroeste: Santa Apolonia     | Norte: San José Poaquil |                              |
| Oeste: Tecpán                |                         | Este: San Martín Jilotepeque |
| Suroeste: Santa Cruz Balanyá | Sur: Zaragoza           |                              |

## Gobierno municipal
Los municipios se encuentran regulados en diversas leyes de la República, que establecen su forma de organización, lo relativo a la conformación de sus órganos administrativos y los tributos destinados para los mismos.  Aunque se trata de entidades autónomas, se encuentran sujetos a la legislación nacional y las principales leyes que los rigen desde 1985 son:
| N.º | Ley                                                | Descripción |
| --- | -------------------------------------------------- | --- |
| 1   | Constitución Política de la República de Guatemala | Tiene una regulación legal específica para los municipios en los artículos 253 al 262. |
| 2   | Ley Electoral y de Partidos Políticos              | Ley de carácter constitucional aplicable a los municipios en el tema de la conformación de sus autoridades electas. |
| 3   | Código Municipal                                   | Decreto 12-2002 del Congreso de la República de Guatemala. Tiene la categoría de ley ordinaria y contiene preceptos generales aplicables a todos los municipios, e inclusive contiene legislación referente a la creación de los municipios.             |
| 4   | Ley de Servicio Municipal                          | Decreto 1-87 del Congreso de la República de Guatemala. Regula las relaciones entra la municipalidad y los servidores públicos en materia laboral. Tiene su base constitucional en el artículo 262 de la constitución que ordena la emisión de la misma. |
| 5   | Ley General de Descentralización                   | Decreto 14-2002 del Congreso de la República de Guatemala. Regula el deber constitucional del Estado, y por ende del municipio, de promover y aplicar la descentralización y desconcentración económica y administrativa.                                |

El gobierno de los municipios de Guatemala está a cargo de un Concejo Municipal mientras que el código municipal —ley ordinaria que contiene disposiciones que se aplican a todos los municipios— establece que «el concejo municipal es el órgano colegiado superior de deliberación y de decisión de los asuntos municipales […] y tiene su sede en la circunscripción de la cabecera municipal». Por último, el artículo 33 del mencionado código establece que «[le] corresponde con exclusividad al concejo municipal el ejercicio del gobierno del municipio».
El concejo municipal se integra con el alcalde, los síndicos y concejales, electos directamente por sufragio universal y secreto para un período de cuatro años, pudiendo ser reelectos.
Existen también las Alcaldías Auxiliares, los Comités Comunitarios de Desarrollo (COCODE), el Comité Municipal del Desarrollo (COMUDE), las asociaciones culturales y las comisiones de trabajo. Los alcaldes auxiliares son elegidos por las comunidades de acuerdo a sus principios y tradiciones, y se reúnen con el alcalde municipal el primer domingo de cada mes, mientras que los Comités Comunitarios de Desarrollo y el Comité Municipal de Desarrollo organizan y facilitan la participación de las comunidades priorizando necesidades y problemas.
Los alcaldes que ha habido en el municipio son:
| Período   | Nombre                    | Breve descripción |
| --------- | ------------------------- | --- |
| 2012-2016 | Valeriano Pichiyá Culajay | El 21 de abril de 2017 se giró orden de captura contra el exalcalde Pichiyá Culajay por parte de la Fiscalía contra la Corrupción del Ministerio Público, junto con otros exalcaldes de Chimaltenango, por el mal manejo de los recursos públicos. De acuerdo al ente investigador, Pichiyá Culajay habría autorizado gastar cienco ocho mil quinientos quetzales para un proyecto que solamente se ejecutó en menos del uno por ciento; junto con el exalcalde fueron capturados Antonio Baram Pichiyá, Marco Tulio Chirix Quiná y Marta Julia Coj Noj de Asturias. |

## Historia

### Fundación de la encomienda

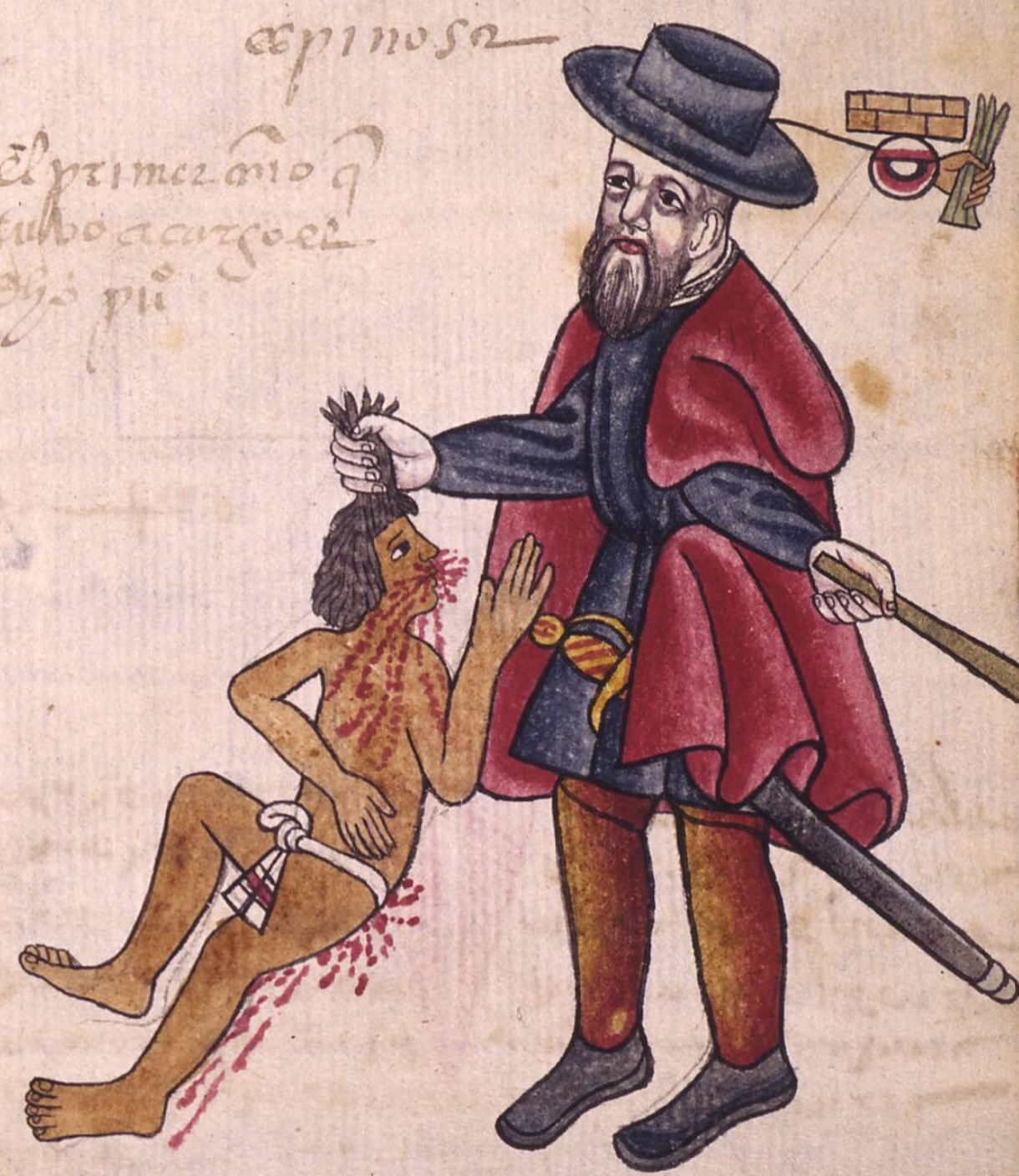
Códice Kingsborough: un encomendero abusa de un indígena. Copia del italiano Agostino Aglio 1825-1826, para Lord Kingsborough.

Después de la conquista del altiplano guatemalteco en 1524, se inició la etapa de fundación de encomiendas, para lo que se aglutinaban a las personas que acompañaban a los españoles con encomiendas o a algunas poblaciones dispersas que habían huido de la ocupación.  En algunas ocasiones se aglutinaban a personas hablantes de un mismo idioma o simplemente eran traídos de otros lugares para formar los nuevos poblados. Las fundaciones fueron ordenadas en 1538 a instancias del Obispo Francisco Marroquín por cédula que tuvo que reiterarse en 1541. El Oidor Juan Rogel Vásquez fue enviado por la Audiencia para hacer realidad la fundación de pueblos, encomendando éste a los religiosos de las órdenes regulares conocedores de los idiomas indígenas para dirigir la reducción, centrando su atención en las cabeceras de los señoríos.
Las encomiendas no solamente organizaban a la población indígena como mano de obra forzada sino que era una manera de recompensar a aquellos españoles que se habían distinguido por sus servicios y de asegurar el establecimiento de una población española en las tierras recién descubiertas y conquistadas.  También servían como centro de culturización y de evangelización obligatoria pues los indígenas eran reagrupados por los encomenderos en pueblos llamados «Doctrinas», donde debían trabajar y recibir la enseñanza de la doctrina cristiana a cargo de religiosos de las órdenes regulares, y encargarse también de la manutención de los frailes.

### Época colonial
Durante la época colonial, San Juan Comalapa fue sede de uno de los conventos franciscanos que se establecieron partir de 1540; los franciscanos tuvieron conventos y doctrinas en la diócesis de Guatemala se hallaban diseminados en donde se encuentra los modernos departamentos de Sacatepéquez, Chimaltenango, Sololá, Quetzaltenango, Totonicapán, Suchitepéquez y Escuintla.  La «Provincia del Santísimo Nombre de Jesús», como se llamaba la región a cargo de los franciscanos, llegó a tener veinticuatro conventos.  Para 1700, en el convento de San Juan Comalapa habitaban tres sacerdotes, que se encargaban de evangelizar a aproximadamente tres mil personas, principalmente indígenas, y tenían a su cargo una doctrina.
Por ser cabeza de curato, en San Juan Comalapa diariamente se cantaba o rezaba la misa conventual con la asistencia de los oficiales de las cofradías y de sus esposas, quienes tenían velas encendidas en sus manos durante casi toda la misa.  Diariamente también, se impartía doctrina a las niñas a partir de los seis años de edad a las dos de la tarde y, al ocaso, a los niños de la misma edad para que durante dos horas recibieran la instrucción cristiana.  La enseñanza consistía en recitar toda la doctrina y oraciones y hacer ejercicios con las preguntas del catecismo y estaba a cargo del doctrinero y de dos indios ancianos, llamados fiscales, en caso el doctrinero no pudiera asistir.  A los adultos se les atendía los domingos y días festivos, luego de la misa; se cerraban las puertas de la iglesia, y se rezaban todas las oraciones de la doctrina cristiana en idioma de la localidad, con todo el pueblo, hombres y mujeres.
La Cuaresma era una época en que se preparaba a los indígenas a la confesión y comunión anual obligatorias, predicándoles en idioma materno. Todos los domingos de Cuaresma se les predicaba en idioma materno, disponiéndoles a la confesión. Todos los viernes de Cuaresma, en los pueblos donde había templo de Calvario, se hacían las estaciones con cantos y portando livianas cruces y, en cada una de ellas, se leía o cantaba el misterio en idioma materno, culminando con un sermón en el Calvario y la vuelta a la iglesia con cantos y rezos.
Tras el terremoto que destruyó la ciudad de Santiago de los Caballeros de Guatemala el 29 de septiembre de 1717, las religiosas de Concepción se refugiaron temporalmente en Comalapa.
En 1770 el obispo de Guatemala Pedro Cortés y Larraz reportó que Comalapa estaba habitado por setencientas familias, casi todas indígenas.

### Tras al Independencia de Centroamérica
Tras la Independencia de Centroamérica, la constitución del Estado de Guatemala emitida en 1825 dividió al territorio del Estado en once distritos para la administración de justicia; la constitución indica que Comalapa era sede del Circuito del mismo nombre en el Distrito N.°8 (Sacatepéquez), junto con Santa Polonia, Patzum, Tecpam-Guatemala, el Molino, Balanyá y San Martín.
En 1839 pasó a formar parte del departamento de Chimaltenango. Posiblemente el municipio fue creado orignalmente en la década de 1870, pero fue disuelto en 1886, y restituido nuevamente en 1895.

### Terremoto de 1976
San Juan Comalapa sufrió daños severos por el terremoto de Guatemala de 1976 y los estragos de la guerra civil.  La zona más afectada por el sismo cubría alrededor de 30.000 km², con una población de 2,5 millones de personas. Cerca de veintitrés mil personas fallecieron y setenta y siete mil resultaron gravemente heridas. Aproximadamente doscientes cincuenta y ocho mil casas fueron destruidas, dejando a cerca de 1,2 millones de personas sin hogar. 40 % de la infraestructura hospitalaria nacional fue destruida, mientras que otros centros de salud también sufrieron daños sustanciales. Aparecieron grietas en el suelo en muchos lugares del país, y algunas llegaron a medir hasta un metro de ancho; también la cima de algunos cerros se agrietó y luego los cerros se desmoronaron, soterrando pueblos enteros y carreteras.
A medida que se recuperaban los cuerpos la magnitud del desastre quedaba al descubierto; las autoridades organizaron la excavación de tumbas colectivas, la cantidad de muertos era tan grande que no tuvieron alternativa. Muchos puentes, torres de alta tensión, postes de luz y de teléfonos y carreteras colapsaron o se destruyeron. Varios departamentos del país fueron destruidos por el sismo: Chimaltenango, Chiquimula, El Petén, Guatemala, Izabal y Sacatepéquez al igual que muchos pueblos y ciudades.

## Ciudadanos ilustres
De este lugar son originarios artistas reconocidos en todo el país como el maestro compositor Rafael Álvarez Ovalle, autor -entre muchas otras obras- de la música del Himno Nacional de Guatemala, la cantante, compositora y activista maya kaqchikel Sara Curruchich, y el pintor Andrés Curruchiche.  Por esta circunstancia el municipio es conocido como la «Florencia de América».[cita requerida]

### Hermanamientos
La ciudad de Comalapa está hermanada con 1 ciudad alrededor del mundo:
- Gotinga; (desde 2018)[22]